# Tentative de coup d'État de 2016 en Turquie
Une tentative de coup d'État en Turquie a lieu dans la nuit du 15 au 16 juillet 2016, principalement à Ankara et Istanbul. Elle est l'œuvre du « Conseil de la paix dans le pays », une faction des Forces armées turques que le gouvernement turc accuse d'être liée à Fethullah Gülen. La tentative échoue après avoir fait plus de 290 morts et près de 1 500 blessés.
Dans les jours suivants le putsch, les autorités turques entreprennent une série d'arrestations et de renvois au sein des Forces armées du pays, militaires, gendarmes, dans la police, mais aussi de l'enseignement, de la justice, du secteur de la santé, des médias et du secteur privé. Durant la purge, 16 chaînes de télévision accusées d'être proches du mouvement güleniste sont mises hors service et supprimées du satellite Türksat par le Conseil supérieur de l'audiovisuel et 24 journalistes sont arrêtés. L'état d'urgence est décrété pour une durée de trois mois et la Turquie annonce qu'elle va temporairement déroger à la Convention européenne des droits de l'homme. Ainsi, de nombreux médias internationaux n'hésitent pas à accuser le pouvoir central d'une « purge à grande échelle » visant à écarter les opposants du président Recep Tayyip Erdoğan des institutions publiques.

## Contexte

### Histoire politique marquée par de nombreux coups d'État
Depuis le coup d'État de 1960, la Turquie a connu trois autres putschs en 1971, 1980 et 1997,,. Il s'agit par ailleurs de la première tentative de putsch qui échoue. Pour la sociologue turque Pınar Selek, « il y a toujours eu un système militariste et une dimension autoritaire » en Turquie car à « chaque période de tension, on coupe la tête du problème par un nouveau coup d’État, sans jamais régler le problème au niveau structurel ».

### Critiques à l'égard du pouvoir en place
Le président Erdoğan, élu pour cinq ans le 10 août 2014, après avoir été Premier ministre de 2003 à 2014, est souvent accusé de dérive autoritaire,,. Ainsi, les putschistes déclarent vouloir « réinstaller l’ordre constitutionnel, la démocratie, les droits de l'homme et les libertés, assurer que la loi règne à nouveau dans le pays ».

### Tensions avec l'Armée et le mouvement Gülen
À partir des années 1980, le mouvement islamiste et conservateur Gülen infiltre l'armée turque, garante de la laïcité. L'état-major procède à plusieurs épurations des écoles militaires, mais l'accession de l'AKP au pouvoir a pour conséquence de faire cesser ces purges et de permettre l'avancement des officiers liés au Gülen.
Après avoir utilisé les réseaux de Gülen et purgé l'armée turque de ses élites kémalistes avec le procès Ergenekon entre 2007 et 2013, Recep Tayyip Erdoğan, qui s'est brouillé avec l'influent Fethullah Gülen en 2013, a accusé celui-ci d'être à la tête d"un « État parallèle » dans le but de nuire au parti au pouvoir. Erdoğan n'a ainsi pas hésité à accuser les sympathisants de Gülen d'être les instigateurs de cette tentative de coup d'État, ce que Gülen a nié.

### Vague d'attentats à Istanbul et Ankara
Le putsch était principalement concentré dans les villes d'Istanbul et Ankara, respectivement la plus grande ville et la capitale de la Turquie. Ces deux villes ont connu depuis l'automne 2015 de nombreux attentats terroristes, orchestrés par l'État islamique et des séparatistes kurdes, qui ont fragilisé la Turquie et instauré un climat d'insécurité au sein de la population.

## Déroulement

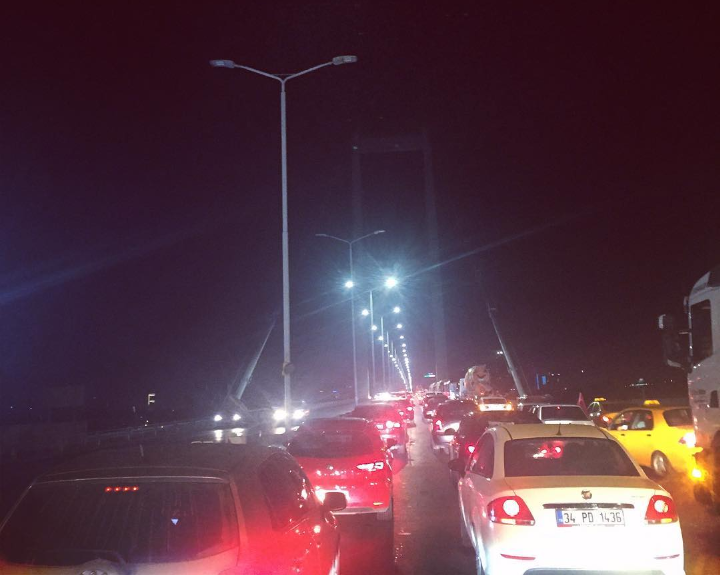
Pont du Bosphore bloqué par les chars de combat des putschistes, le 15 juillet 2016.

Dans la soirée du 15 juillet 2016, des sources militaires affirment que l'armée a pris le pouvoir. Les putschistes, prétendant s'exprimer au nom de l'état-major de l'armée turque, annoncent que l'opération « vise à rétablir la démocratie ».
Une présentatrice sur la chaîne publique TRT prétendant s'exprimer au nom de l'armée annonce qu'un couvre-feu et la loi martiale sont instaurés et qu'un « Conseil de la paix dans le pays », « yurtta sulh konseyi » en turc, nom que se donnent les putchistes, dirige désormais le pays,,.
De son côté, dans une allocution à la télévision CNN Türk diffusée via l'application de visioconférence FaceTime, Erdoğan dénonce le « soulèvement d'une minorité au sein de l'armée » et appelle les Turcs à descendre dans les rues pour résister à la tentative de coup d'État. Cette allocution intervient alors que des rumeurs affirment que le président aurait demandé l'asile politique en Allemagne. Toujours via FaceTime, l'ancien président, Abdullah Gül, appelle aussi à contrer le putsch.
Le numéro un et chef d'état-major de l'armée est pris en otage par les forces putschistes, son adjoint et numéro deux reste loyal au gouvernement. Des F-16  putschistes suivent et accrochent l'avion présidentiel au radar mais n'ouvrent pas le feu.
Dans la nuit du 15 au 16 juillet, des F-16 abattent un hélicoptère des putschistes, lesquels auraient disposé d'un maximum de six F-16 de la Akıncı Air Base (en) ravitaillés par deux Boeing KC-135 Stratotanker. De plus, 17 policiers sont tués par des tirs d'hélicoptères à Ankara. Plus tard dans la nuit, dans la capitale, le Parlement turc est bombardé, de même que le palais présidentiel. Au même moment, les putschistes attaquent aussi l’hôtel où séjournait très peu de temps auparavant Erdoğan accompagné de sa famille, qui est situé à Marmaris.
Les sites ayant subi des attaques aériennes putschistes (F-16 précités et hélicoptères, ceux-ci provenant de la Ankara Güvercinlik Army Air Base (en)) sont les suivants :
- Le palais présidentiel à Ankara ;
- Le siège de la Grande Assemblée nationale de Turquie ;
- Le quartier général de la police ;
- Le quartier général des Forces spéciales de la police à Gölbaşı (Ankara) (bombardé par un F-16. 57 policiers tués) ;
- Le quartier général de la division d'aviation de la police à Gölbaşı ;
- Le quartier général de l'Organisation nationale du renseignement à Yenimahalle (tir depuis un Sikorsky S-70A) ;
- Le siège social de l'opérateur de satellite Türksat à Gölbaşı (tir d'obus de 20 mm depuis un AH-1 Cobra, peut-être celui abattu).

Alors qu'il menait un assaut contre le quartier général des forces spéciales à Ankara, le général putschiste Semih Terzi est abattu par le sous-officier loyaliste Ömer Halisdemir. Celui-ci est ensuite tué par les militaires putschistes. La mort du général Terzi est considérée comme l'un des événements qui ont empêché la réussite du coup d’État.
Dans la nuit, Erdoğan revient à Istanbul et convoque une conférence de presse au cours de laquelle il annonce l'échec du putsch et promet de punir les putschistes.
Le 16 juillet, le Parlement turc est réuni en session extraordinaire. Le même jour, huit putschistes atterrissent à bord d'un hélicoptère Sikorsky UH-60 Black Hawk, à l'aéroport d'Alexandroúpoli, en Grèce, après avoir émis un signal de détresse. Ils demandent l'asile politique.
Le 27 juillet 2016, l'état-major des forces armées déclare que 8 651 militaires turcs, soit 1,5 % environ des effectifs, disposant de 35 avions, dont 24 avions de combat, de 37 hélicoptères, de
37 chars, de 246 véhicules blindés et de trois bâtiments de la marine ont été impliqués dans la tentative de coup d’État.

## Bilan
Le chef des Forces armées turques par intérim annonce le 16 juillet que 104 putschistes ont été abattus et ajoute que 90 personnes, dont 47 civils, 41 policiers et 2 soldats, sont mortes,. Le bilan total est ainsi de 194 morts et près de 1 200 personnes blessées. Le même jour, le Premier ministre turc annonce un bilan de 265 morts, dont 114 loyalistes, et 1 440 blessés.
Ces chiffres sont revus dans un communiqué officiel le lendemain, avec 290 morts, putschistes inclus.
Le publicitaire Erol Olçak, ami et directeur de la publicité du président turc, et son fils de seize ans, sont tués sur le pont du Bosphore .
Selon un haut responsable, au lendemain de la tentative, 1 563 membres des Forces armées ont été arrêtés par les autorités turques à l'échelle nationale. Environ 200 soldats, retranchés à l'état-major des armées à Ankara, se sont rendus aux forces de l'ordre. Pour sa part, le Premier ministre, Binali Yıldırım, ajoute qu'un général putschiste a également été tué.
Par ailleurs, un hélicoptère Sikorsky a été abattu.
Par ailleurs, les putschistes sont inhumés dans des tombes anonymes et sans cérémonie religieuse. La presse et des images relayées par les réseaux sociaux font état de scènes de lynchage de soldats putschistes,,.

## Raisons de l'échec et erreurs des putschistes
Selon le quotidien Hürriyet, la tentative de putsch est l'œuvre d'une partie des officiers de la première armée qui n'auraient pas réussi à rallier l'ensemble des forces turques. La marine, par exemple, ainsi que les Forces spéciales sont restées fidèles au gouvernement.
Ahmet İnsel, chroniqueur au quotidien de gauche laïc Cumhuriyet, note « l’amateurisme des putschistes et leur improvisation ». Contrairement aux « coups classiques », consistant à s’emparer des représentants du pouvoir civil, les putschistes se sont étrangement contentés d'arrêter le chef d'état-major et de s'emparer de différentes armes, ce qui relevait plutôt d'une rébellion circonscrite aux cercles de l'armée. Ceci a donné le temps à Erdoğan d’échapper aux putschistes et de mobiliser ses partisans. Ahmet İnsel note également que les putschistes ont pris le contrôle de la télévision, sans tenir compte des réseaux sociaux et chaînes satellitaires. Il note enfin que les putschistes n’ont bénéficié d’aucun soutien dans l’opinion et dans la classe politique. Aucun parti ni aucun syndicat ne s'est déclaré favorable au coup d'État.
Pour Tancrède Josseran, le caractère hétéroclite de la conjuration composée d'officiers du Gülen, de quelques kémalistes « en rupture de ban » et d'opportunistes, explique également son échec.

## Répercussions au niveau national

### Conséquences sécuritaires
Les vols partant de l'aéroport d'Istanbul-Atatürk sont annulés, mais reprennent à partir du lendemain,. Des compagnies aériennes comme EgyptAir, Air France, British Airways, Lufthansa et Rossiya annulent leurs vols vers la Turquie,. Le 21 juillet, le gouvernement russe autorise de nouveau ses ressortissants à se rendre en Turquie. Le match amical prévu entre l'Olympique lyonnais et Fenerbahçe a également été annulé. L'Iran appelle ses ressortissants à ne pas faire du tourisme dans le pays.
De plus, la base aérienne d'İncirlik, utilisée par la coalition internationale en Irak et en Syrie, a été fermée le 16 juillet pour se prémunir contre toute nouvelle attaque des putschistes mais elle est rouverte le lendemain. La 40e session du Comité du patrimoine mondial qui se déroule à Istanbul depuis le 10 juillet est suspendue toute la journée du 16 juillet à la suite de ces événements. Les différentes délégations sont confinées dans leurs hôtels respectifs,. Après une dernière séance qui s'est tenue le 17 juillet et a été suspendue prématurément (arrêt initialement prévue le mercredi 20), une session extraordinaire doit se tenir à Paris en septembre 2016 pour examiner les candidatures restantes.
Le 20 juillet 2016, le Conseil des ministres turc instaure l'état d'urgence pour une durée de trois mois qui, selon le président Erdoğan, est « nécessaire pour éradiquer rapidement tous les éléments de l'organisation terroriste impliquée dans la tentative de coup d’État ». Par ailleurs, le vice-Premier ministre turc, Numan Kurtulmuş, annonce que la Turquie dérogera à la Convention européenne des droits de l'homme, en application de l'article 15, durant l'état d'urgence. Le chef du groupe parlementaire du parti kémaliste CHP, qualifie l'instauration de l'état d'urgence de « coup d'État civil ». Il ajoute par ailleurs que celui-ci pourrait ne durer qu'un mois à un mois et demi. La durée maximale des gardes à vue est prolongée de trois à trente jours. C'est ce qui arrive à Muhammet Sait Gülen, neveu du chef du mouvement güleniste, et à son propre frère, Kutbettin Gülen. L'Union européenne dit, pour sa part, s'en inquiéter. Le 3 octobre, celui-ci est prolongé de trois mois, à partir du 19 octobre.
À la suite de la tentative de coup d'État, les minorités sont prises pour cibles par des militants pro-Erdoğan : plusieurs églises chrétiennes sont incendiées, des quartiers alévis sont attaqués,,,. Un maire adjoint juif d'un quartier d'Istanbul, Cemil Candaş, du principal parti d'opposition, le Parti républicain du peuple (CHP), est assassiné par un inconnu quelques jours après la tentative de coup d'État. Certains redoutent qu'il ait été pris pour cible parce qu'il représentait un quartier juif. Un touriste français est battu par des partisans d'Erdoğan pour avoir refusé de porter un drapeau turc. Une femme enceinte est agressée au motif qu'elle porterait des vêtements révélateurs de son soutien à la tentative de coup d'État.
Pour désengorger les prisons turques saturées, le gouvernement décide le 17 août de libérer de manière anticipée et conditionnelle 38 000 criminels de droit commun condamnés pour des faits s'étant produits avant le 1er juillet. Cette mesure ne concerne ni les personnes liées au putsch du 15 juillet, ni celles inculpées pour meurtres, actes de terrorisme, atteintes à la sécurité de l'État, violation de secrets d'État ou trafic de drogue. L'objectif de la mesure est de faire de la place dans les prisons à la suite des nombreuses arrestations après la tentative de coup d'État,. Pour remplir cet objectif, le gouvernement turc décide d'assouplir les conditions requises pour obtenir une libération conditionnelle: les prisonniers devront avoir accompli la moitié de leur peine (contre les deux tiers jusqu’à présent) et avoir encore moins de deux ans à purger (contre un an auparavant). Seuls les détenus de droit commun sont concernés par la mesure. Cette réforme pourrait à terme profiter à 93 000 prisonniers.

### Conséquences politiques
Pour le politologue turc, analyste politique et chroniqueur au quotidien de gauche laïc Cumhuriyet, Ahmet İnsel, les conséquences seront multiples : le président turc va utiliser ces événements pour « réprimer durement ses ennemis », « éradiquer les supposés sympathisants du réseau Gülen dans la justice », utiliser le soutien du MHP pour proposer un référendum sur l'instauration d'un régime présidentiel en Turquie et « accentuer la répression du parti kurde, le HDP ».
Djordje Kuzmanovic, analyste politique français et secrétaire national du Parti de gauche, avance sur son blog hébergé par Mediapart que ce coup d’État, qui n'aurait, selon lui, à aucun moment présenté le moindre risque réel pour le gouvernement, pourrait avoir été monté par Erdoğan lui-même pour justifier le durcissement de son régime, dans une période où l'opposition gagnait du terrain. Cette thèse est également avancée par Fethullah Gülen. Ahmet İnsel indique néanmoins que cette hypothèse est « absurde » mais que « la Turquie est un terrain fertile pour les théories du complot ». Il ajoute que si Erdoğan avait été au courant, il aurait eu tout intérêt à déjouer le complot en procédant aux arrestations juste avant, avec un impact similaire sur l'opinion. Enfin, la thèse ne serait pas plausible selon lui, étant donné le nombre important de morts. Cependant pour Jean Marcou, il est possible que le gouvernement turc ait laissé les putschistes réaliser la tentative de coup d'État pour pouvoir ensuite riposter et renforcer son pouvoir.
La tentative de coup d'État peut aussi avoir été perpétrée par la frange kémaliste de l'armée, comme en 1980, qui serait ici inquiète de la politique islamo-conservatrice prônée par le gouvernement. Il peut également s'agir d'une alliance objective entre gülénistes et kémalistes. Les putschistes peuvent aussi avoir agi en prévision d'un coup de filet à leur égard.

### Conséquences économiques
Le 20 juillet 2016, l'agence de notation américaine Standard & Poor's diminue la note souveraine de la Turquie qui passe de BB+ à BB et ajoute que « les indicateurs économiques, budgétaires et d'endettement de la Turquie pourraient se détériorer » prévoyant ainsi une évolution négative à court terme. Des industriels et hommes d'affaires turcs proches de l'AKP réagissent à cette décision en la qualifiant de « précipitée », « partisane » et « politique » et Erdoğan déclare : « Standard and Poor’s, qu’avez-vous à voir avec la Turquie ? La Turquie ne travaille plus avec vous. Cette institution a déjà agi de la sorte dans le passé, et nous lui avons fait savoir que nous voulions couper les ponts ». Le 21 juillet, la livre turque a atteint son plus bas taux de change face au dollar, tandis que la Bourse d'Istanbul a perdu 3,5 % de sa valeur.
Ceci peut ainsi provoquer une crise économique dans le pays, après le retrait d'investisseurs. Pour l'analyste William Jackson, de Capital Economics, « l'économie turque risque de traverser une période de ralentissement de la croissance et la livre va rester sous pression ».
Selon le ministre turc du Commerce, la tentative de coup d'État a coûté à l'économie turque près de 90 milliards d'euros et a conduit à l'annulation d'un million de réservations touristiques.
Le 20 août, Fitch abaisse la perspective de note de la Turquie. Elle passe de stable à négative. Selon Fitch, « l'incertitude politique va avoir un impact sur la performance de l'économie et pose des risques pour la politique économique ».

### Attaques armées
Le 18 juillet 2016, un soldat tire sur des policiers à la sortie d'un tribunal d'Ankara. L'assaillant est abattu par les forces de l'ordre alors que des putschistes comparaissaient au tribunal.
En réaction à l'arrestation durant la nuit du 3 au 4 novembre 2016 d'une dizaine de députés du parti d'opposition HDP, dont le chef de l'opposition Selahattin Demirtaş, plusieurs émeutes éclatent dans de grandes villes le 4 novembre. La nuit suivante, un attentat à la voiture piégée à Diyarbakir provoque 11 morts et plus de 100 blessés. Il est possible que l'État islamique, qui revendique l'attaque, ait profité de l'agitation des émeutes pour le commettre,. Mais il est également possible que les Faucons de la liberté du Kurdistan, qui revendiquent également l'attentat, aient agit en représailles à l'arrestation des députés HDP.

## Répercussions sur les relations internationales de la Turquie
La gestion de l'après coup d'État est émaillée de plusieurs incidents diplomatiques. Lorsque Jean-Marc Ayrault, ministre français des Affaires étrangères, appelle au respect de l'État de droit, le président turc Erdogan lui répond de « se mêler de ses affaires ». En Allemagne, après qu'Angela Merkel a indiqué « comprendre les mesures prises par Recep Erdogan à la suite du putsch, mais rappelé qu'elles doivent être menées selon un principe de proportionnalité », la tension monte entre les deux pays quand l'Allemagne interdit qu'un discours d'Erdogan soit diffusé lors d'une manifestation de la partie de la communauté turque qui lui est favorable.
En août 2016, ces tensions diplomatiques font craindre à l'Union européenne une possible rupture de l'accord sur l'immigration signé entre la Turquie et l'Union européenne, qui concerne en premier lieu, dans le contexte de crise migratoire en Europe, l'accueil des réfugiés syriens par la Turquie. Certains politiciens[Lesquels ?] profitent de ces tensions pour demander l'arrêt du processus en cours d'adhésion de la Turquie à l'Union européenne.
Les relations entre les États-Unis et la Turquie pourraient être endommagées[pas clair] par le coup d'État, dans lequel il n'est pas exclu que les Américains aient joué un rôle, au minimum en étant informés du projet de  coup d'État. Les officiers limogés étaient connus pour leur inclination atlantique. Ceux qui les ont remplacés penchent en revanche pour un axe continental Ankara - Moscou - Pékin.
La Turquie augmente le nombre de demande d'arrestations à l'étranger à la suite de la tentative de putsch. En conséquence, elle transmet de plus en plus de mandats d'arrêt à Interpol, au point de presque quintupler leur nombre en dix ans, qui passe de 2 804 en 2006 à 12 878 en 2016. Certains de ces mandats visent des dissidents en exil. De même, lors des purges consécutives au coup d'Etat, plusieurs citoyens allemands sont arrêtés en Turquie. Le gouvernement turc est accusé par des médias allemands de vouloir prendre des citoyens allemands en otage pour les échanger ensuite contre des citoyens turcs réfugiés en Allemagne.

## Procès des putschistes
Le 26 décembre 2016, un premier procès s'ouvre, envers 29 policiers et gendarmes, dont 21 accusés d'avoir participé au putsch (les 8 autres pour appartenance à un groupe terroriste armé). De plus, 3 pilotes d'hélicoptère de la police sont poursuivis pour avoir refusé de transporter des équipes des forces spéciales mobilisées pour assurer la protection de la résidence présidentielle d’Huber. Les 21 putschistes présumés sont tous passibles de la prison à perpétuité, mais finalement seuls 2 des gendarmes sont condamnés à la prison à vie.
Le 23 janvier 2017, un premier procès de militaires s'ouvre. 62 militaires, dont 28 officiers et sous-officiers, sont accusés d'avoir tenté de s'emparer de l'Aéroport international Sabiha Gökçen. Ils sont tous passibles de la prison à perpétuité.
Une salle géante pouvant contenir jusqu'à 1500 personnes est construite dans la prison de Sincan spécialement pour les gigantesques procès de putschistes. En février 2017, un procès de 330 accusés y débute. En mai 2017, le procès plus de 200 s'y ouvre également. Le 2 août 2017 commence le "mégaprocès" de 500 putschistes présumés, dont 461 en détention - dont l'ancien chef de l'armée de l'air Akin Ozturk - 7 en fuite et les autres libres ; parmi les 7 en fuite et jugés par contumace figurent Fethullah Gülen qui est accusé d'être derrière le coup d’État et Adil Oksuz, considéré comme le chef opérationnel des putschistes. Le procès de ces 475 accusés - militaires et civils confondus - sera rendu 3 ans plus tard, le 26 novembre 2020. 337 accusés, dont les pilotes qui avaient bombardé le Parlement et les officiers qui avaient dirigés la tentative de coup d'Etat, sont condamnés à la prison à vie ; parmi eux, 79 sont de plus condamnés à la prison à vie aggravée, c'est-à-dire dans des conditions de détention encore plus strictes. 60 personnes sont condamnées à des peines de prison diverses. Et 75 accusés sont acquittés.
Le 13 juillet 2017, lors d'un procès de putschiste, l'un des accusés comparaît habillé d'un t-shirt sur lequel il est écrit Hero ("héros" en anglais). À la suite de cela, Recep Tayyip Erdoğan réagit en proposant de faire porter une tenue unique pour les personnes jugées en lien avec la tentative de coup d’État, citant comme modèle la combinaison orange portée par les détenus de la prison militaire américaine de Guantánamo. Le 24 décembre, un décret prévoit que les suspects accusés d’avoir agi contre l’ordre constitutionnel devront comparaître devant les tribunaux en uniforme unicolore, marron ou gris. Le marron correspond aux suspects accusés d'avoir participé au putsch, et le gris aux suspects accusés de terrorisme, et ils doivent le porter durant leurs apparitions publiques dont les procès. Cependant, Reporters sans frontières s'alarme de la possibilité de faire porter ces uniformes à 58000 prisonniers faits durant les purges, dont de nombreux journalistes critiques envers le pouvoir, au mépris de la présomption d'innocence, afin de les discréditer en les faisant passer pour des putschistes.
Le 4 octobre 2017, 36 personnes accusées d'avoir tenté d'assassiner R.T. Erdogan à Marmaris, et d'avoir tué 2 policiers, la nuit du putsch sont jugées. Ils sont tous déclarées coupables par le tribunal de Muğla, qui en condamne 34 à la prison à vie. Parmi eux se trouve l’ex-général de brigade Gökhan Sönmezates, désigné comme le chef de ce groupe. Les deux autres accusés, dont Ali Yazici l’ancien aide de camp du président, sont condamnés à 18 ans de prison.
Le 31 octobre s'ouvre le procès de 221 putschistes présumés, dont Fethullah Gülen jugé par contumace. Tous les accusés risquent la prison à perpétuité.
Le 29 novembre 2017, 28 autres militaires, qui avaient tenté de prendre le contrôle de l'Aéroport international Sabiha-Gökçen, sont condamnés à la prison à perpétuité. Le 20 décembre 2017, 15 anciens militaires qui avaient tenté d'occuper le siège de l'AKP à Istanbul sont condamnés à la prison à vie par le tribunal de Silivri.
Le 19 avril 2018, 18 soldats qui avaient participé à l'assaut contre le QG des forces spéciales à Ankara sont condamnés à la prison à vie. Ils sont reconnus coupables de "tentative de renversement de l'ordre constitutionnel" et du meurtre du sous-officier loyaliste Ömer Halisdemir. Ce dernier avait abattu le général putschiste Semih Terzi avant de l'être lui-même, et pour ce fait il est considéré en Turquie comme l'une des personnes qui ont empêché la victoire du coup d’État, et est devenu un héros national - des parcs et des écoles portent son nom et sa tombe dans la province de Niğde est devenue un lieu de pèlerinage.
Au 7 juin 2018, le ministre de la Justice Abdülhamit Gül annonce que les verdicts ont été rendus à ce jour dans 171 des 287 procès ouverts, ce qui a abouti à la condamnation de 2140 personnes, dont 1.500 ont été condamnées à la prison à vie et 631 à des peines de réclusion allant de 1 an et 2 mois à 20 ans. Et 1 478 personnes ont été relaxées.
Le 20 juin 2019, 151 personnes sont condamnées à la prison à vie pour leur participation à la tentative de coup d'Etat. Parmi les condamnés on compte l'ancien chef de l'armée de l'air, Akin Ozturk, et l'ex aide de camp d'Erdogan, Ali Yacizi. Les chefs d'accusations retenus pour ce procès étaient de « tentative de renversement de l’ordre constitutionnel », assassinat, « tentative d’assassinat du président » et « appartenance à une organisation terroriste ». 27 autres personnes sont condamnées à des peines de prison allant jusqu'à 20 ans, et 33 sont acquittées.

## Mesures et purge générale
Au 19 août 2016, 25 917 personnes ont été placées en garde à vue dans le cadre de l'enquête sur la tentative de coup d'État. Par ailleurs, 13 419 personnes ont été mises en détention préventive, et les passeports de 74 562 personnes ont été confisqués. De plus, près de 5 000 fonctionnaires de l'État turc ont été licenciés et 80 000 suspendus,,,. Le gouvernement a fermé 4 262 fondations, hôpitaux, institutions éducatives, associations, médias, syndicats et entreprises. Fin octobre, 10.131 fonctionnaires supplémentaires sont limogés. Au total à la fin octobre, environ 85 000 fonctionnaires ont été démis de leurs fonctions et 35 000 personnes arrêtées. En novembre 2016, une nouvelle série de limogeages est lancée avec près de 15 000 renvois, dont 7 600 dans la sécurité intérieure, 2 700 au ministère de l'Intérieur et environ 1 200 dans l'enseignement. De plus environ 550 associations, plusieurs médias, et 19 institutions médicales sont contraintes de fermer. Cette nouvelle série ferait monter le nombre total de renvois à près de 110 000 personnes. Ainsi, entre le 15 juillet et le 18 novembre 2016, plus de 110 000 militaires, fonctionnaires, magistrats, enseignants et policiers ont été révoqués et 36 000 personnes incarcérées attendent d'être jugées pour leur implication présumée dans la tentative de coup d’État.
Au 7 juin 2018, plus de 140 000 personnes ont ainsi été limogées ou suspendues et plus de 50.000 arrêtées dans le cadre de l‘état d’urgence instauré dès le 20 juillet 2016.

### Armée
À la suite de cette tentative, de nombreuses arrestations ont lieu,,. Vingt militaires ayant pris le contrôle du siège de la télévision officielle TRT à Ankara ont été arrêtés. Le commandant des garde-côtes est limogé par le ministre de l'Intérieur, Efkan Ala. Une importante arrestation a lieu au siège du commandement de la gendarmerie qui aurait été le QG des putschistes. Les forces de sécurité turques ont arrêté et placé en garde à vue 8 831 militaires dont 178 généraux et amiraux,,, et Ali Yazıcı, l'aide de camp d'Erdoğan, a été arrêté, puis limogé. Par ailleurs, l'attaché militaire de l'ambassade de Turquie au Koweït a été arrêté en Arabie saoudite et est en cours d'extradition, alors qu'il tentait de se rendre en Allemagne. La Turquie demande l'extradition des huit soldats putschistes qui avaient atterri à l'aéroport d'Alexandroúpoli, après avoir fui vers la Grèce à bord d'un hélicoptère. Le gouvernement grec dit examiner leur demande d'asile, en tenant compte de ce qu'ils ont fait, et que l'hélicoptère serait rendu aux autorités turques. En parallèle, le gouvernement grec les poursuit pour leur entrée illégale sur son sol. Ils sont finalement condamnés à deux mois de prison avec sursis, alors qu'ils en risquaient cinq ans ferme. Le ministère de la Défense ouvre une enquête sur tous les juges et procureurs militaires. Au total, 262 juges et procureurs militaires sont démis de leurs fonctions,. Au total, au 21 juillet, 0,8 % des militaires ont été arrêtés, dont 27,5 % de généraux et amiraux. Quelques jours après la tentative de coup d'État, les autorités suspendent cent membres des services de renseignement. Au total, 1,3 % des membres des renseignements ont été limogés.
Le 22 juillet 2016, des mandats d'arrêt sont émis à l'encontre de 300 membres de la garde présidentielle. Le gouvernement annonce la dissolution de la garde présidentielle. De plus, il a été décidé que la Gendarmerie et les garde-côtes ne dépendent plus du ministère de la Défense mais de celui de l'Intérieur. Le 25 juillet 2016, la police turque indique avoir procédé à de nouvelles arrestations dans une école militaire d'Istanbul, où 40 personnes ont été arrêtées. Le même jour, trois soldats ayant attaqué la résidence d'Erdogan à Marmaris sont arrêtés, tandis que quatre autres sont recherchés. Le 1er août, 11 autres soldats impliqués dans l'attaque, sur un total de 38, sont arrêtés, après avoir été traqués par les autorités et qu'un autre est encore recherché.
Le 26 juillet, deux généraux opérant en Afghanistan sont arrêtés à Dubaï.
Le 27 juillet, les autorités turques annoncent le limogeage de 149 généraux et amiraux, sur un total de 358 au sein de l'armée turque, de 1 099 officiers et de 436 sous-officiers pour cause d'indignité. Parmi les 149 généraux et amiraux, il y a 87 hauts gradés de l'armée de terre, 30 de l'armée de l'air et 32 de la marine. À cela, il faut ajouter le limogeage du commandant des garde-côtes et de sept généraux de la gendarmerie ce qui fait un total de 44 % de généraux et amiraux limogés, soit 157 sur 358. Le lendemain, deux importants généraux démissionnent. Il s'agit du général İhsan Uyar, chef de l'armée de terre et du général Kamil Başoğlu, chef des entraînements et de la doctrine de commandement. Le gouvernement turc annonce la fermeture des casernes et bases militaires qui ont servi à la tentative de coup d'État, dont la base aérienne d'İncirlik.
Le 31 juillet, 1 400 autres militaires sont arrêtés. Par ailleurs, le gouvernement turc décide de remplacer les différentes écoles militaires par une université militaire.
Les hôpitaux militaires sont mis sous tutelle du ministère de la Santé. Le 2 août, des mandats d'arrêt sont lancés contre près de cent membres du personnel de l'hôpital militaire d'Ankara, Gulhane Military Medical Academy, dont des médecins.
Un décret autorise le chef de l'État à nommer à la tête des forces armées n'importe quel général ou amiral, alors que le choix était jusqu'alors limité au chef d'état-major d'un des trois corps d'armée. De plus, en raison d'un manque de pilotes à cause de la purge, le décret permet aux anciens pilotes de l'armée de l'air de reprendre du service.
Le 8 août 2016, 216 militaires et gendarmes dont 9 généraux sont toujours recherchés pour leur rôle dans la tentative de putsch. Par ailleurs, un amiral en poste sur un site de l'OTAN aux États-Unis demande l'asile à ce pays après avoir été rappelé en Turquie par le gouvernement turc. Deux colonels, attachés militaires de l'ambassade de Turquie en Grèce ont fui la Grèce vers l'Italie avec leurs familles après avoir été rappelés en Turquie. Le 17 août, le gouvernement publie un décret révoquant plusieurs centaines de militaires.
Le 19 août, le gouvernement turc recherche 137 militaires, dont neuf généraux et amiraux.
Le 1er septembre, un décret publié par le gouvernement révoque 820 militaires supplémentaires. Au total, au 1er septembre, 4451 militaires ont été relevés de leurs fonctions depuis le putsch manqué.
Le 27 septembre 2016, 87 membres des services de renseignements sont limogés. Le 5 octobre, 540 militaires dont 368 officiers sont suspendus par le gouvernement turc à cause de leurs liens supposés avec le prédicateur Fethullah Gülen. Le 30 octobre, 101 militaires sont démis de leurs fonctions. Fin octobre, le procureur général de Konya émet un mandat d'arrêt contre 73 pilotes de l'armée - 71 lieutenants et deux colonels - dans le cadre d'une enquête pour appartenance güleniste.
Le 22 novembre 2016, près de 7 600 membres des forces de la sécurité intérieure sont limogés.
Les officiers et militaires turcs travaillant dans les structures l'OTAN ne sont pas épargnés non plus. À la date du 18 novembre 2016, plusieurs officiers turcs de l'OTAN étaient portés disparus. Au 22 novembre, environ 70 membres de la centaine d'officiers et sous-officiers turcs du quartier général de l'OTAN à Bruxelles avaient été victimes des purges, selon le général tchèque Petr Pavel ; et 36 des 46 officiers turcs présents à la base de Norfolk avaient été obligés de démissionner. Une partie d'entre-eux ont été emprisonnés dès leur retour en Turquie. De plus, des officiers turcs de l'OTAN et leurs familles - particulièrement ceux qui travaillaient à la Ramstein Air Base à Ramstein-Miesenbach en Allemagne - ont demandé le droit d'asile aux États-Unis, à l'Allemagne, à la Belgique et à la Grèce.
Le directeur, les cadres supérieurs et une partie des effectifs de Oyak Securities - une filiale du fonds de pension de l'Armée turque - ont été poussés à la démission.

### Enseignement
C'est le monde de l'enseignement qui est le plus touché par la purge avec la suspension de 21 738, fonctionnaires du ministère de l'Éducation et avec l'appel du Conseil de l'enseignement supérieur à la démission de 1 577 recteurs et doyens des universités. Au total, 1,5 % des fonctionnaires du ministère de l'Éducation ont été suspendus. Le ministère de l'Éducation annonce par ailleurs la fermeture de nombreux établissements scolaires dont 1 043 écoles privées et 19 universités,,,, le mouvement Gülen disposant de nombreuses écoles privées en Turquie qui forment notamment des élites de la société turque. De plus, les autorités turques décident d'annuler l'autorisation de travail de 21 000 professeurs travaillant dans le privé. Quatre professeurs l'Université d'Ankara, 20 membres académiques et 11 membres du personnel administratif de l'Université Bülent Ecevit ont été suspendus. Lors d'un coup de filet dans des milieux supposés gulenistes d'Istanbul, 31 universitaires sont arrêtés et placés en garde à vue. Par ailleurs, le gouvernement turc demande au Cambodge de fermer le réseau d'établissements Zaman, qui serait selon lui lié à Gülen. Le gouvernement turc interdit aux universitaires de voyager à l'étranger et ordonne à ceux qui y sont déjà de revenir dans le pays. Le nombre de fonctionnaires de l'éducation nationale licenciés dépasse les 28 000. Au 28 juillet, 42 767 personnes dans le secteur de l'enseignement ont perdu leur travail. En raison d'un manque d'effectif causé par la purge, l'âge de retraite des professeurs d'université est relevé à 75 ans.
Le 19 août, des mandats d'arrêt sont émis à l'encontre de 146 universitaires. Le gouvernement turc décide de reporter la rentrée scolaire de trois semaines, au 3 octobre, pour pouvoir embaucher suffisamment d'enseignants pour pallier les nombreux licenciements dans le secteur de l'éducation. Le 2 septembre, 2 346 personnes travaillant au sein de l'enseignement supérieur ont été licenciées.
Le 6 septembre, un mandat d'arrêt est émis à l'encontre de 147 enseignants accusés de "violation de la Constitution", "tentative de renverser le gouvernement turc" et "appartenance à une organisation terroriste armée" pour avoir utilisé une application de messagerie cryptée.
Le 8 septembre, la purge s'étend à des enseignants kurdes, et 11.500 d'entre eux sont suspendus pour liens présumés avec le PKK, le temps qu'une enquête établisse l'existence de ces liens. Le Premier ministre annonce que leur nombre devrait s'élever à 14.000 à l'issue des enquêtes. Plusieurs dizaines d'entre eux, qui manifestent à Diyarbakir contre l'aspect arbitraire de ces suspensions sont arrêtés le lendemain, l'état d'urgence décrété à la suite de la tentative du coup d'État interdisant la tenue de telles manifestations.
Le 1er octobre, 23 personnes travaillant à la prestigieuse université d'Ege sont placés sous mandat d'arrêt en raison de leurs liens avec Gülen. Fin octobre, un décret remet en cause le statut de recteur d'université qui n'est plus élu mais nommé par le président de la république. Le 30 octobre, 2219 fonctionnaires du ministère de l'éducation nationale sont limogés. Le 2 novembre, 137 universitaires sont placés sous mandat d'arrêt pour leurs liens supposés avec la mouvance du prédicateur Fethullah Gülen. Des observateurs extérieurs dénoncent un climat de terreur qui règne au sein des universités turcs poussant certains universitaires turcs à fuir à l'étranger. Le nombre d’universitaires suspendus de leur fonction dépasse 4 000 et 2 340 universitaires ont été licenciés.
Le 22 novembre, 1 200 fonctionnaires du ministère de l'Enseignement sont limogés.
Le 26, 6 000 enseignants suspendus ou limogés sont réintégrés. Les enquêtes ouvertes contre eux restent toutefois en cours. C'est la première fois que les autorités turques réintègrent autant de fonctionnaires.

### Justice
Quelques heures après la tentative de coup d'État, le Conseil supérieur de la magistrature turc (HSYK) démet 2 745 juges de leurs fonctions en attendant leurs jugements, tandis que 700 d'entre eux sont arrêtés. Le 23 juillet, le gouvernement turc annonce avoir placé en garde à vue 2 100 juges et procureurs. YARSAV, premier et unique syndicat de magistrats en Turquie est dissous par un décret publié au Journal Officiel le 23 juillet 2016. Le 26 octobre 2016, Murat Arslan, son président est arrêté . Deux juges de la Cour constitutionnelle, 40 de la Cour d'État, environ 100 de la Cour de cassation sont également arrêtés,. Au total, 12,7 % des juges ont été arrêtés.  
Pour Marcel Lemonde, juge international ayant participé à moderniser la justice turque, un « climat de terreur » pèse sur la justice en Turquie empêchant la tenue de procès équitables. Selon lui, les droits de la défense ne sont pas respectés, puisque des avocats sont arrêtés au motif d'avoir défendu certains clients et les juges n'ont aucune protection, puisque, selon les décisions qu'ils rendent, ils sont, soit arrêtés, soit promus. Le 15 août 2016, 173 mandats d'arrêt sont émis à l'encontre de juges, procureurs, avocats et employés des principaux tribunaux d'Istanbul. La police turque perquisitionne trois tribunaux. Le 24 août, l'Assemblée générale du Conseil supérieur de la magistrature turc (HSYK) renvoie 2 847 juges et procureurs. Un décret publié le 1er septembre congédie 543 procureurs et juges. Au 1er septembre, un total de 3 390 magistrats a été démis de leurs fonctions. De plus, un total de 3 495 juges et procureurs ont été placé en garde à vue. Le 30 octobre, le gouvernement turc limoge 183 fonctionnaires de la Cour de cassation et 2 534 du ministère de la Justice.

### Mise au pas des médias
Le 19 juillet, le Conseil supérieur de l'audiovisuel de Turquie (RTÜK) indique avoir retiré la licence de plusieurs chaînes de télévision et de radio proches de Fethullah Gülen. Vingt-quatre chaînes sont concernées. Dans le passé, ce fut ainsi le cas de la chaîne Samanyolu TV, éjectée du réseau de satellites Türksat, et du quotidien Zaman, mis sous tutelle, qui furent censurés car gülenistes. Le Conseil supérieur de l'audiovisuel de Turquie (RTÜK) informe également avoir privé 34 journalistes de leur carte de presse. De plus, une trentaine d'employés du Conseil supérieur de l'audiovisuel de Turquie (RTÜK) sont écartés. L'association turque de radio et de télévision (TRT) suspend 300 membres de son personnel. D'après l'association des radios amateurs de Turquie (Türkiye Radyo Amatörleri Cemiyeti Genel Merkezi), le gouvernement turc a révoqué 3213 licences de radios amateurs et leur a interdit toute émission vers l'étranger[réf. souhaitée]. Le 25 juillet, 42 journalistes sont placés sous mandat d'arrêt. Parmi eux se trouvent des journalistes de premier plan comme Nazlı Ilıcak. Le 27 juillet, la justice turque émet des mandats d'arrêt contre 47 anciens employés du quotidien Zaman. Le même jour, les autorités turques annoncent la fermeture de 131 organes de presse : 45 journaux, 29 maisons d'édition, 23 stations de radio, 16 chaînes de télévision, 15 magazines et 3 agences de presse. Il s'agit majoritairement de médias d'envergure provinciale, mais la chaîne de télévision pro-kurde IMC TV, le quotidien d'opposition Taraf et l'agence de presse Cihan, proche des gülenistes sont également touchés. Le 29 juillet, 17 journalistes sont placés en détention préventive pour « terrorisme ». Selon le syndicat des journalistes lié à la Fédération DISK, 2 308 journalistes ont perdu leur emploi depuis la tentative de coup d'État. Ce chiffre ne prend pas en compte les stagiaires et les journalistes en free-lance. Selon ce syndicat, plus de 200 journalistes ont été arrêtés depuis la tentative de coup d'état. Le 30 août 2016, le parquet d'Istanbul émet des mandats d'arrêt contre 35 personnes travaillant dans les médias.
L'écrivain turc et Prix Nobel de littérature Orhan Pamuk critique ces arrestations (et particulièrement celles des frères Altan, journalistes turcs) et s'exprime ainsi sur la purge dans une tribune accordée au journal italien La Repubblica : « En Turquie, on est en train, petit à petit, d’enfermer dans des cellules toutes les personnes qui se permettent d’exprimer les critiques même les plus minimes sur les actions du gouvernement (...), sur la base de la haine la plus féroce. Désormais, la liberté de la pensée n’existe plus. Nous sommes en train de nous éloigner à toute vitesse d’un État de droit vers un régime de terreur. » Le 22 septembre, l'un des frères Altan, Ahmet, a été remis en liberté avant d'être remis en détention 24 heures plus tard. Fin octobre, une quinzaine de média principalement pro-Kurde sont fermés.
Le 31 octobre 2016 dans le contexte de répression suivant la tentative de coup d'État, le rédacteur en chef Murat Sabuncu et son représentant à Ankara Güray Öz ainsi que 16 journalistes (dont Kadri Gürsel) et caricaturistes du journal Cumhuriyet, sont arrêtés et mis en garde à vue. Survenant après la fermeture de quinze quotidiens, magazines et agences de presse, basés pour la plupart dans le Sud-Est à majorité kurde, ces arrestations sont interprétées comme une volonté du pouvoir turc de faire taire le « dernier grand quotidien d'opposition du pays ».
Le 22 novembre, neuf médias supplémentaires sont dissous.
Selon l’Association des journalistes de Turquie (TGC), entre le 15 juillet et le 13 décembre 2016, 170 organes de presse ont été fermés, 105 journalistes placés en détention et 777 cartes de presse annulées. De plus la Turquie est classée 151e au classement mondial de la liberté de la presse établi par RSF en 2016.

### Police
Au 18 juillet, environ 9 000 employés du ministère de l'Intérieur, dont 7 899 policiers, 614 gendarmes, 18 garde-côtes et 246 fonctionnaires des autorités locales sont limogés,. Enfin, 100 policiers sont arrêtés. Au 21 juillet, 2,7 % de policiers sont limogés. Le 23 juillet, le gouvernement déclare que 1 329 policiers sont placés en garde à vue. Sept généraux de la gendarmerie sont limogés, sur un total de 32 généraux, ainsi que le commandant des garde-côtes. Le 17 août, le gouvernement publie un décret révoquant 2 360 policiers. Le 1er septembre, le gouvernement publie un décret dans lequel il relève de leurs fonctions 7 669 policiers et 323 gendarmes, chargés de la sécurité intérieure. Le 4 octobre, 12 801 policiers sont mis à pied dont 2 523 gradés. Le 30 octobre, au moins 1 082 policiers, y compris des policiers retraités et licenciés ont été dépouillés de leurs rangs par décret en raison de liens supposés avec Gülen. En conséquence, leurs permis d'armes à feu, leurs cartes d'identité d'anciens policiers, leurs permis de pilote et de navigation ainsi que leurs passeports sont annulés. Ils ne peuvent plus appartenir à la fonction publique et perdent leurs droits accordés en fonction de leurs rangs. Ils ne peuvent plus travailler dans une entreprise de sécurité privée. Le 3 novembre, les autorités turques suspendent 1 218 membres de la gendarmerie. Le 22 novembre, 2 700 fonctionnaires du ministère de l'Intérieur sont limogés, et 20 employés de la prison de Silivri dont le directeur sont placés en garde à vue car ils étaient soupçonnés d'utiliser une application de messagerie sécurisée également utilisée par les gulénistes.
L'armement de la police est aussi renforcé.

### Autres fonctionnaires
Le gouvernement turc suspend les congés de ses fonctionnaires et leur interdit de quitter le territoire. Ce décret concerne environ 3 millions de personnes. Dans les jours qui suivent la tentative de putsch, 257 employés de la présidence du gouvernement, 3 672 de la direction des Affaires religieuses et 5581 travailleurs du ministère de la Santé dont 115 cadres et 504 médecins sont démis de leurs fonctions. De plus, le 1er septembre, un décret renvoie plus de 520 personnes supplémentaires de la direction des Affaires religieuses.
Quelques jours après la tentative de coup d'État, un gouverneur de province et 29 gouverneurs de municipalité sont limogés. Les autorités suspendent aussi 300 fonctionnaires au ministère de l'Énergie, 1 180 fonctionnaires du ministère du Travail et de la Sécurité sociale, 110 du ministère de la Culture et du Tourisme ainsi que 221 du ministère des Eaux et Forêts et 673 du ministère de l'Alimentation, de l'Agriculture et de l'élevage. Elles limogent 167 employés du ministère de l’Environnement et de l’Urbanisme, 1 500 fonctionnaires du ministère des Finances, 599 fonctionnaires du ministère de la Politique sociale, 265 employés du ministère de la Jeunesse et des Sports, 30 fonctionnaires supérieurs du Parlement turc et plus de 200 employés de l'autorité nationale des technologies de l'information et de la communication (BTK). Le gouvernement suspend 184 fonctionnaires du ministère des Douanes et du Commerce, 86 de l'Agence de Réglementation Bancaire et de Surveillance (BDDK), 25 de l'Autorité de Régulation du Marché de l'Énergie (EPDK), 51 de la Bourse d'Istanbul (BIST), 36 du Conseil des Marchés des Capitaux de la Turquie (SPK), 22 de l'Administration du développement du logement en Turquie (TOKI) ainsi que 529 personnes liées à des organismes du Ministère des Transports, des Affaires maritimes et de la Communication et 62 fonctionnaires du Trésor turc y compris deux directeurs généraux, un directeur général adjoint et cinq chefs de service. Les autorités mettent à pieds 82 membres du ministère du Développement, 560 de Ministère de la Science, de l'Industrie et de la Technologie, 15 du ministère de l'Économie, 21 de l'Institut turc de statistique et 108 de la Cour des comptes. La Direction des télécommunications (TIB) est dissoute. L'ensemble des fonctionnaires de la Direction des télécommunications (TIB) sont révoqués. Le 19 août, les autorités turques arrêtent 29 inspecteurs de l'agence de régulation du secteur bancaire (BDDK).
Le 25 juillet, le ministre des Affaires étrangères, annonce le limogeage prochain d'ambassadeurs liés à la tentative de putsch. Le lendemain, le ministre des Affaires étrangères renvoie deux ambassadeurs dont Gürcan Balık, ancien conseiller de l'ancien président Abdullah Gül et de l'ancien Premier ministre Ahmet Davutoğlu et qui sera par la suite placé en détention, ainsi qu'une douzaine de diplomates de niveau inférieur. Il y aurait près de 300 diplomates gülenistes. Au 28 juillet, outre les deux ambassadeurs, 88 autres employés du ministère des Affaires étrangères ont été démis de leurs fonctions. Enfin, 32 des 208 diplomates de carrière rappelés en Turquie après la tentative de coup d’État refusent de retourner en Turquie et d'autres demandent l'asile politique. Deux anciens ambassadeurs, Tuncay Babali et Ali Findik sont placés en garde à vue pour leurs liens supposés avec la tentative de coup d'État.
Quatre maires supposés gülenistes ainsi que vingt-quatre autres du parti de gauche kurde HDP sont suspendus le 11 septembre. Leurs mairies sont placées sous tutelle de l’État turc. Ces suspensions sont saluées le lendemain par le président Erdoğan.
Le 30 octobre, le gouvernement publie un décret dans lequel il licencie 10 131 fonctionnaires supplémentaires, dont 32 fonctionnaires du Parlement, 249 de la direction turque des Affaires religieuses, 102 du ministère des Affaires étrangères et 2 774 du ministère de la Santé. Le 29 avril 2017, le gouvernement turc annonce une dernière vague de purges concernant 4000 fonctionnaires, dont plus d'un millier d'employés du ministère de la Justice et un millier d'autres dépendant de l'armée. Les noms des fonctionnaires révoqués sont publiés.

### Associations et fondations
Le gouvernement ordonne la fermeture de 1 229 organisations et fondations caritatives, 19 syndicats et 35 établissements de santé,. Le 22 novembre, 550 associations supplémentaires sont fermées. Le responsable en Turquie d'Amnesty International, accusé par les autorités de sympathies gulenistes, figure parmi les personnes arrêtées.

### Entreprises et finances
La compagnie nationale turque, Turkish Airlines, licencie 211 employés en raison de leurs liens allégués avec le prédicateur Fethullah Gülen.
L'autorité turque de régulation financière annule la licence de Mert Ulker, directeur de recherches d'Ak Investment, l'une des principales sociétés de courtage du pays pour avoir publié une étude le 18 juillet considérée comme critiquant le gouvernement. La société Türksat, l'opérateur de communications par satellite du pays, licencie 29 de ses employés. Le 29 juillet, trois dirigeants de Boydek sont placés en garde à vue. Trois autres sont recherchés par la police turque,. Le 16 août, une vaste opération de la police financière turque vise les entreprises soupçonnées de liens avec Gülen. 187 mandats d'arrêts sont lancés contre des hommes d'affaires, 60 sont détenus et 44 sièges d'entreprises sont perquisitionnés,.
Le 6 septembre, la société Boydak passe sous le contrôle de l'État. Le 8 septembre, seize hommes d'affaires sont inculpés dont Faruk Güllü, l'un des principaux fournisseurs de baklava en Turquie. Le PDG d'Aydınlı et gendre du maire d'Istanbul Kadir Topbaş, Ömer Faruk Kavurmacı, a été arrêté. Le 9 septembre, dix-huit sociétés du Koza İpek Holding passent aussi sous le contrôle de l'État turc. Tous sont accusés d'être liés au mouvement güleniste. Le gouvernement turc confisque les biens de plus de 500 entreprises en raison de leurs liens supposés avec Gülen.
A la date du 13 décembre 2016, 1 700 personnes travaillant dans le monde de la finance ont été touchées par les purges. Le directeur, les cadres supérieurs et une partie des effectifs de Oyak Securities — une filiale du fonds de pension de l'Armée turque — ont été obligés de démissionner. Les économistes turcs sont forcés à s'autocensurer et les analystes ne peuvent plus émettre d'avis de vente de titres turcs — voire parfois ne peuvent plus avoir une position neutre vis-à-vis de ces titres. Des anciens traders turcs ont préféré s'exiler à Londres.

### Sport
Le 2 août, la Fédération de Turquie de football licencie 94 personnes, dont des arbitres,. Plusieurs sportifs connus pour être gülenistes subissent des pressions et se voient menacés de mort notamment Enes Kanter et Hakan Şükür, exilé aux États-Unis. Şükür, exilé en Californie, fait l'objet d'un mandat d'arrêt. İsmail Demiriz, un ancien joueur de Galatasaray, a été arrêté le 22 septembre.

### Civils
Au 25 juillet, 689 civils sont placés en garde à vue à la suite de la tentative de coup d'État.
De plus, un imam turco-canadien est détenu en Turquie, accusé d'avoir participé à la tentative de coup d'État et d'être güleniste.

### AKP
Le 5 août 2016, la purge est étendue aux membres du Parti de la justice et du développement. L'un des principaux conseillers du premier ministre Binali Yıldırım est notamment arrêté.

### HDP
Une quinzaine de dirigeants du Parti démocratique des peuples (HDP) ont été arrêtés dans la nuit du 3 au 4 novembre 2016. Deux autres députées dont la présidente du groupe parlementaire HDP sont arrêtées le 13 décembre (Lire la sous-section Élus ci-dessous).
À la suite de l'attentat d'Istanbul du 10 décembre 2016, commis par les Faucons de la liberté du Kurdistan, 235 personnes, dont 198 membres du parti d'opposition pro-kurdes et pro-minorités, le HDP, sont arrêtées le 12 décembre. Selon le ministère de l'Intérieur turc, ils sont accusés de diffuser « la propagande d'un groupe terroriste » et de soutenir le Parti des travailleurs du Kurdistan — systématiquement reliés par le gouvernement turc aux Faucons de la Liberté du Kurdistan.

### Élus
Le 11 septembre, 28 maires sont démis de leurs fonctions et remplacés par des administrateurs proches du pouvoir, dont ceux de Sur, Silvan et Nusaybin. 24 d'entre eux sont soupçonnés d'être liés au PKK et 4 au Mouvement Gülen. Le ministre de l'Intérieur turc annonce que 12 d'entre eux ont été arrêtés,.
Dans la nuit du 3 au 4 novembre, une dizaine de chefs politiques et de députés du parti HDP sont arrêtés,,. Le HDP est un parti pro-kurde, le deuxième parti d'opposition du pays, et son dirigeant Selahattin Demirtaş — parmi la dizaine d'interpellés — est parfois considéré comme le chef de l'opposition en Turquie. En réaction, plusieurs émeutes éclatent dans de grandes villes. Figen Yüksekdağ, la co-présidente du HDP et présidente du Parti socialiste des opprimés est elle aussi arrêtée. Il est également possible que l'Attentat du 4 novembre 2016 à Diyarbakır — revendiqués à la fois par l’État islamique et les Faucons de la Liberté du Kurdistan (TAK) — ait été perpétré en représailles à l'arrestation des chefs du HDP, si le TAK est bien responsable de l'attaque.
Lors de la vague d'arrestations de 198 membres du HDP le 12 décembre 2016, les chefs de section du HDP à Istanbul, Aysel Guzel, et à Ankara, Ibrahim Binic, sont arrêtés. Le lendemain, deux députées HDP, Caglar Demirel et Besime Konca sont arrêtées ; Caglar Demirel étant la présidente du groupe parlementaire HDP.

### Religion
Le patriarche orthodoxe de Constantinople Bartholomée Ier, l'une des plus importantes figures du christianisme résiduel en Turquie, est accusé par le journal pro-gouvernemental Akşam d'être lié à la tentative de coup d'État, faisant craindre des pressions sur la communauté chrétienne du pays. Cette accusation se base sur un faux article attribué à un ancien ambassadeur américain au Yémen, Arthur Hughes, et une photographie qui montre le patriarche avec le prédicateur Gülen.

### Services de santé
Le 22 novembre, 19 structures médicales privées sont fermées.

## Réactions

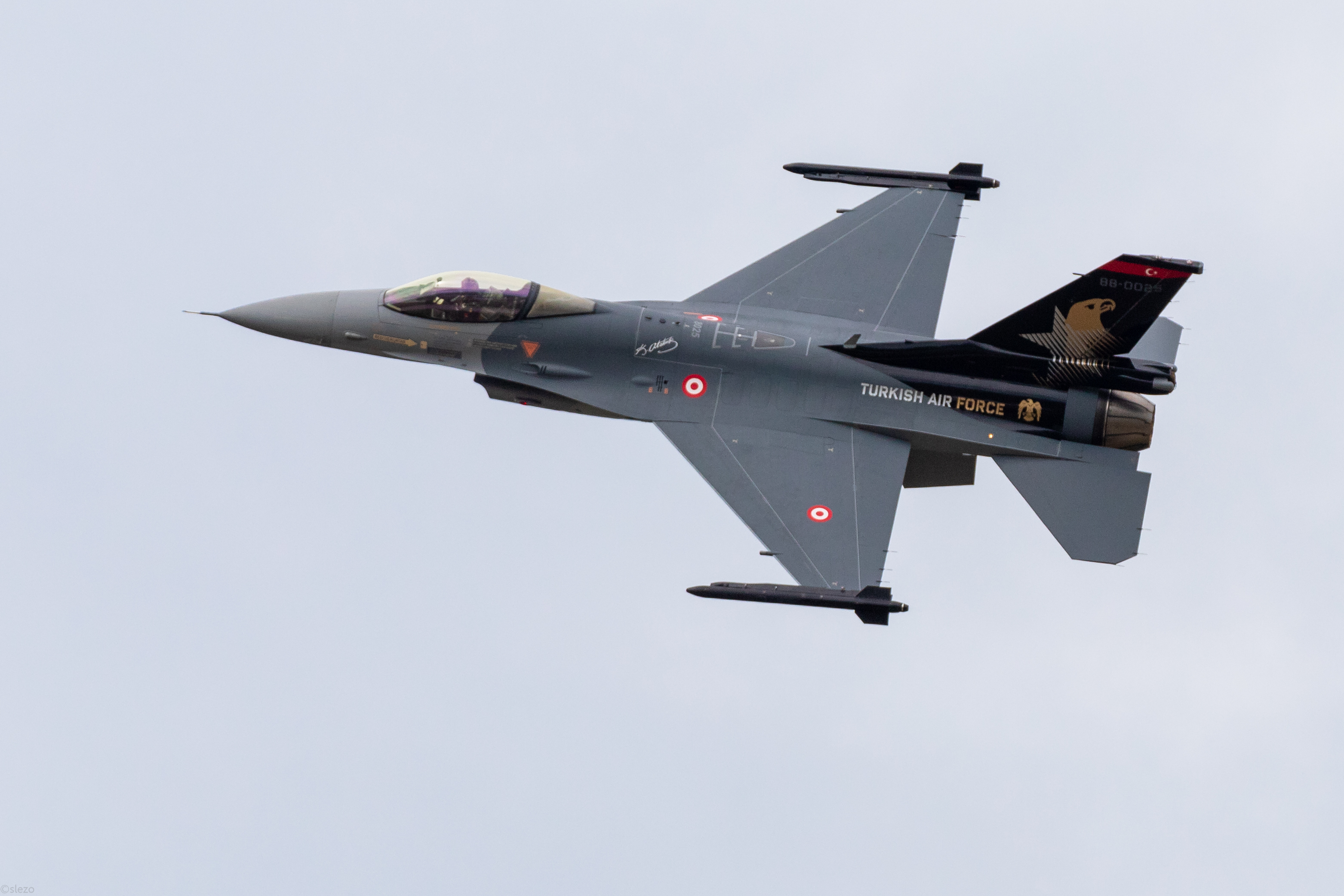
Le type d’avion utilisé par les putschiste pour bombarder l’assemblée nationale.

### Nationales
En réaction à l'appel d'Erdoğan, ses partisans organisent une manifestation, malgré le couvre-feu décrété par les putschistes. Cet appel a également été relayé dans les mosquées. Même après l'échec du putsch, les manifestations ont continué à se tenir.
Pour leur part, les principaux partis d'opposition, le CHP, le HDP et le MHP, condamnent le coup de force. Le Mouvement Gülen, accusé par les autorités d'avoir organisé la tentative, la condamne à son tour. Fethullah Gülen, réfugié aux États-Unis depuis 1999, déclare à ce sujet, quelques heures après la tentative de coup d'État, pour se disculper, « J'ai souffert de plusieurs coups d'État militaires au cours des cinquante dernières années et trouve donc particulièrement insultant d'être accusé d’avoir un quelconque lien avec cette tentative. Je réfute catégoriquement ces accusations ». Dans un entretien au New York Times, il ajoute qu'il est « possible » que le pouvoir turc ait organisé un faux putsch dans le but de justifier une purge contre son mouvement. Cependant, Erdoğan demande aux États-Unis de l'extrader, mais ceux-ci demandent les preuves de son implication. Le gouvernement turc affirme avoir transmis les preuves au gouvernement américain,. Le 20 juillet, la sécurité sociale turque cesse de lui verser sa pension de retraite. Le maire d'Ankara, Melih Gökçek, membre de l'AKP affirme que Gülen a utilisé des djinns (génies) pour s'assurer de la fidélité de ses partisans. D'autres théories fantaisistes sont apparues dans la presse pro-gouvernementale (notamment sur l'utilisation d'amulettes magiques par Gülen). Le 13 septembre 2016, le gouvernement turc demande formellement aux États-Unis d'arrêter Gülen.
Par ailleurs, le président turc estime que le Parlement devrait ouvrir un débat national sur le rétablissement de la peine de mort. Pour sa part, l'Union européenne déclare par la voix d'Angela Merkel qu'une telle décision remettrait en cause les négociations d'adhésion. Les États-Unis et l'OTAN critiquent également la proposition. Cependant, dans un entretien à CNN, Erdoğan déclare qu'une telle proposition est toujours d'actualité. Le parti nationaliste MHP soutient une telle proposition.
Le 24 juillet 2016, une manifestation hétéroclite est organisée à Istanbul contre la tentative de putsch mais également dans certains cas en opposition aux mesures prises par le gouvernement face à la tentative de coup d'État, notamment l'état d'urgence. Le jour-même, en hommage aux victimes de la tentative de putsch, le pont du Bosphore est rebaptisé pont des Martyrs du 15-Juillet.
Dans un discours à Ankara en réponse aux critiques occidentales relatives à la vague de purges, le président turc Recep Tayyip Erdoğan a déclaré le 2 août 2016 « Ceux que nous imaginions être nos amis prennent le parti des putschistes et des terroristes ». Il a affirmé que le « scénario du putsch avait été écrit depuis l'étranger ».
Le 4 août, un mandat d'arrêt est délivré à l'encontre de Fethullah Gülen. Celui-ci pointe du doigt la partialité de la justice turque.
Le 7 août, une manifestation rassemblant l'AKP, le MHP et le CHP, ainsi qu'Erdogan, mobilise entre des centaines de milliers et 3 millions de personnes. Ceux-ci défendirent la version officielle au sujet des auteurs de la tentative de putsch.

### Internationales

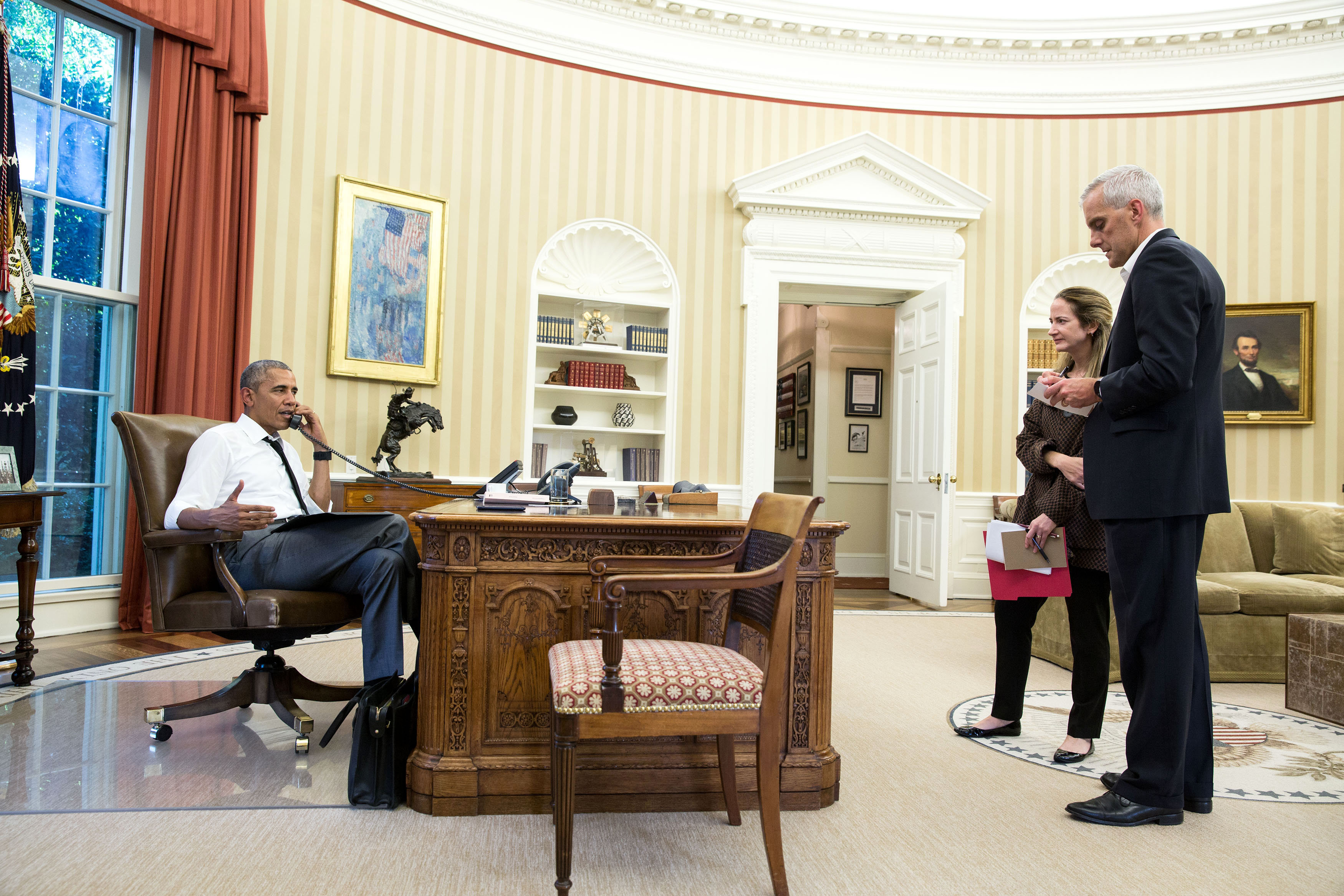
Barack Obama au téléphone avec John Kerry prenant connaissance de la situation en Turquie le 15 juillet 2016.

En réaction à la tentative de coup d'État, l'Iran déclare avoir fermé sa frontière avec la Turquie. Barack Obama et John Kerry demandent aux Turcs « de soutenir le gouvernement démocratiquement élu »,. Le vice-président américain Joe Biden, en visite en Turquie le 24 août, témoigne physiquement de ce soutien et s'excuse de ne pas être venu plus tôt. Le 4 septembre, lors d'une rencontre avec le président Erdoğan en marge du sommet du G20 en Chine, le président Obama assure à son homologue turc que les États-Unis feront tout le nécessaire pour traduire en justice les responsables de la tentative de coup d'État. Les Etats-Unis refusèrent toutefois à plusieurs reprises d'extrader Fethullah Gülen.
De son côté, l'OTAN appelle « au calme » ainsi qu'au « respect total des institutions démocratiques ». Le secrétaire général de l'OTAN, Jens Stoltenberg, se déplace en Turquie les 8 et 9 septembre afin de dénoncer la tentative de coup d'État et afficher son soutien au pouvoir en place. En Allemagne, la chancelière fédérale Angela Merkel condamne « de la façon la plus forte » cette tentative de putsch et appelle le président turc à traiter les putschistes en respectant « les règles de l’État de droit ».
Au Conseil de sécurité des Nations unies, l'Égypte a rejeté une déclaration rédigée par les États-Unis et apportant son soutien au gouvernement turc. Pendant le déroulement des événements, en réaction au soutien turc au président déchu Mohamed Morsi trois ans plus tôt, les médias égyptiens se réjouissaient du putsch, qu'ils présentaient comme réussi.
L'Azerbaïdjan, pays allié à la Turquie, bloque la transmission de la chaîne ANS, qui allait diffuser une interview de Gülen.
Le 19 juillet, en réaction aux purges menées par l'État turc, le site WikiLeaks décide de publier plus tôt que prévu des milliers d'emails de responsables du parti au pouvoir, l'AKP. Le lendemain, le site est bloqué en Turquie. Par ailleurs, des attaques informatiques sont menées contre le site. Mais ces documents ne contiennent finalement aucune révélation importante.
Le 21 juillet, l'Autriche convoque l'ambassadeur de Turquie pour protester contre les mesures prises par le gouvernement turc et contre les troubles liés à des manifestations pro-Erdoğan en Autriche.
Le jour-même, Chypre du Nord place le Mouvement Gülen sur sa liste antiterroriste.
L'organisation non gouvernementale Amnesty International affirme être en possession de preuves d'actes de torture dans les prisons turques à la suite de la tentative de coup d'État.
Dans plusieurs pays d'Europe où il existe une diaspora turque, on assiste à des attaques de partisans de l'AKP contre des gülenistes, réels ou supposés. En Belgique, Fedactio, l'organisation coupole d'une septantaine d'associations belgo-turques actives en Belgique, porte plainte contre X à Gand après des menaces de mort et des destructions de biens. Par ailleurs, des manifestants d'origine turque attaquent le centre Vuslat, géré par une association proche du prédicateur Fethullah Gülen. Aux Pays-Bas et en Allemagne, on assiste à des actes de vandalisme, des attaques personnelles, des menaces de mort et des incendies volontaires contre les gülenistes. En Europe, de nombreux gülenistes disent vivre dans la peur,. Erdoğan appelle la diaspora turque vivant en Europe à dénoncer les gülenistes.
Le 31 juillet, une manifestation pro-Erdoğan et nationaliste organisée par l'association pro-AKP Union des démocrates européens turcs, mobilise 30 000 manifestants à Cologne, tandis que les autorités allemandes ont interdit au ministre turc des Affaires étrangères de venir faire une allocution, et aux organisateurs de diffuser un discours du président turc, ce qui provoque une protestation du gouvernement turc. Le gouvernement turc demande aussi au gouvernement allemand d'extrader des gülenistes.
Le 20 septembre, dans un discours adressé à l'Assemblée générale des Nations unies, Erdoğan demande à la communauté internationale de combattre le mouvement de Gülen au motif qu'il représenterait une menace pour la Turquie mais aussi pour la sécurité internationale.